# Torre dei Buondelmonti

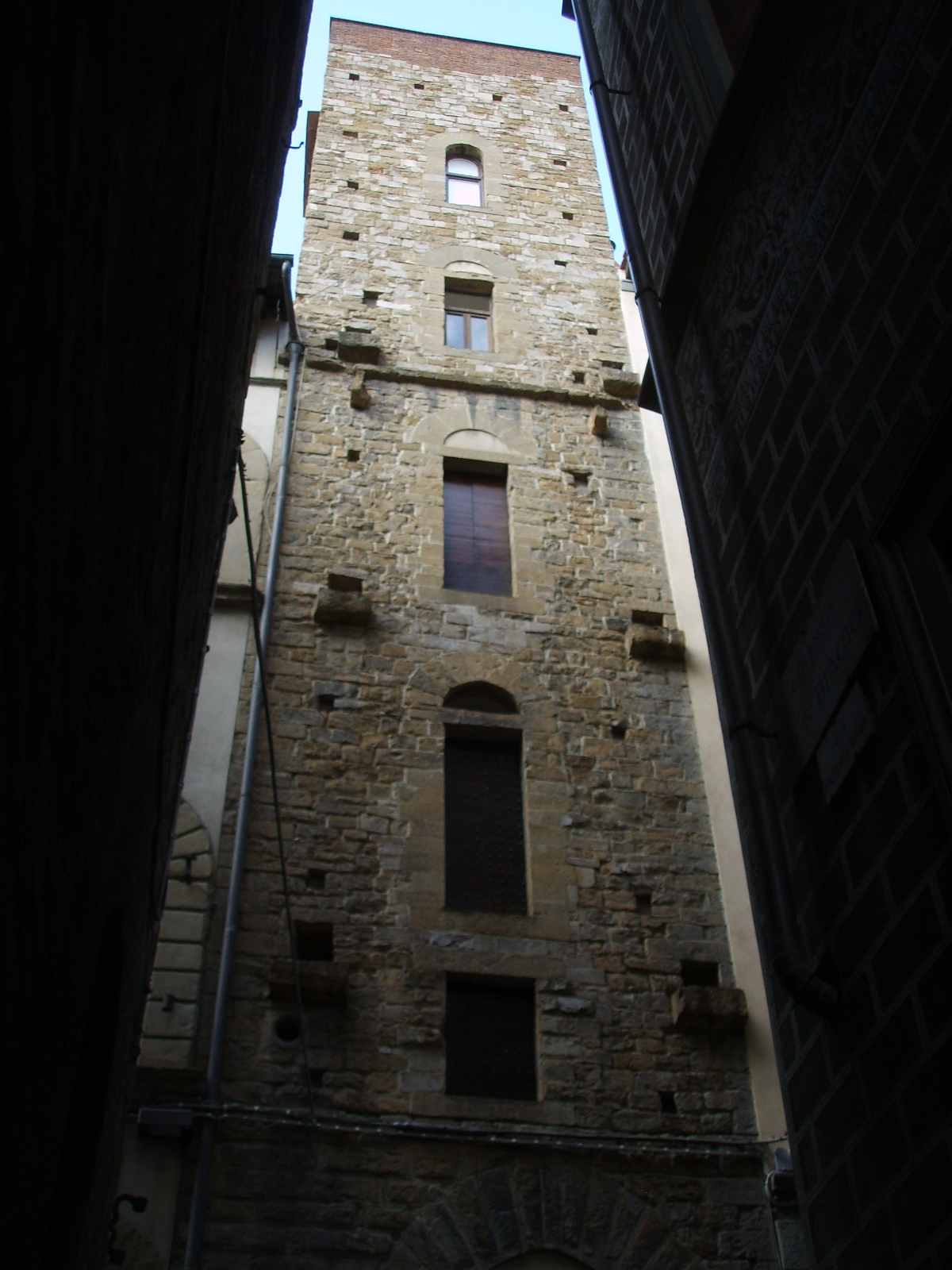
Fachada da Torre dei Buondelmonti

A Torre dei Buondelmonti é uma antiga torre apalaçada de Florença, de planta quadrangular, que se encontra na Via delle Terme.

## História

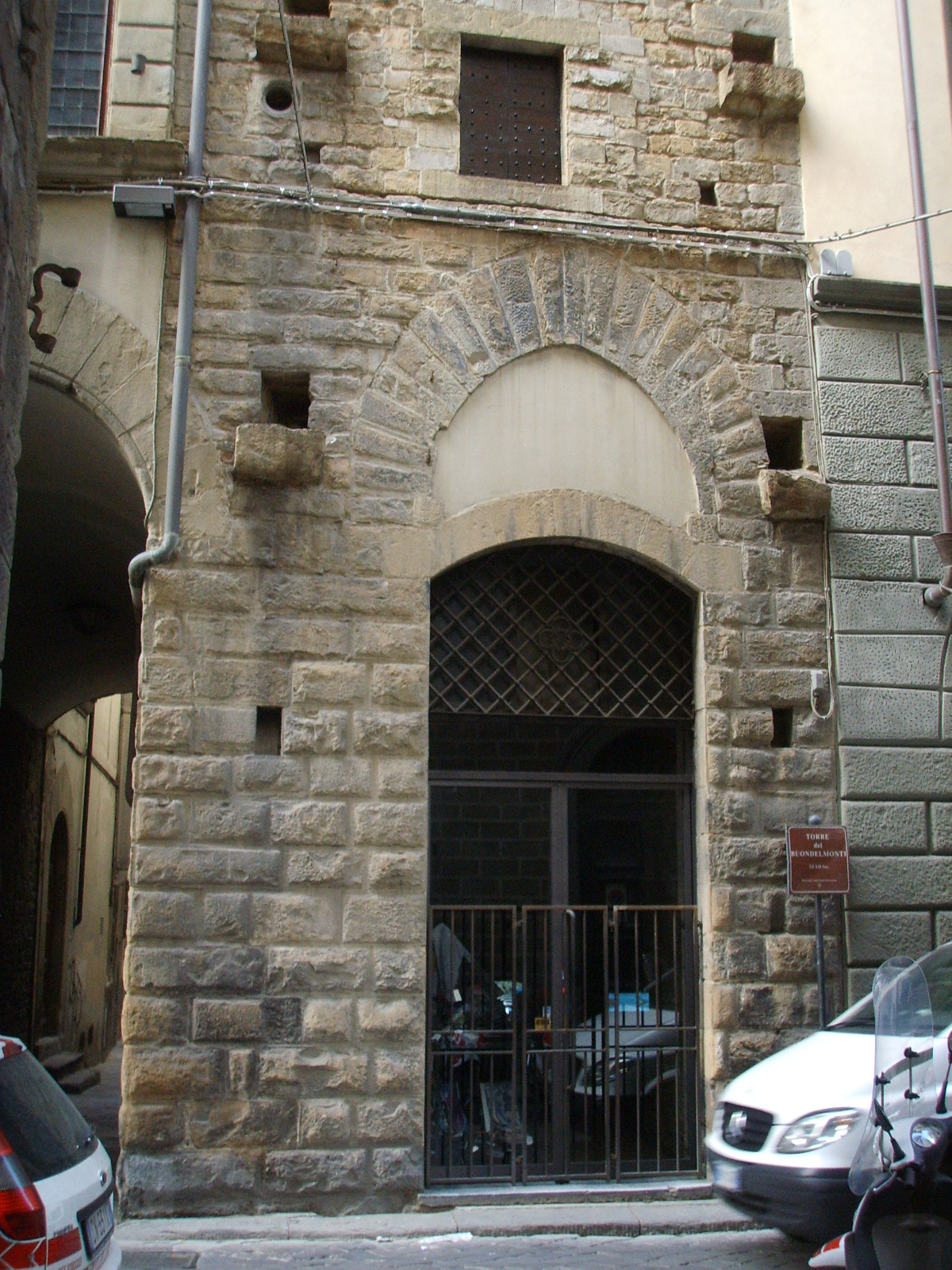
O portal

A família dos Buondelmonti tinha numerosas torres tanto nesta rua como no paralelo Borgo Santi Apostoli (como por exemplo aquela que hoje é chamada de Torre degli Acciaiuoli). Edificada no século XIII, foi incorporada no palácio da família no decorrer do século XV, construído ao lado da torre e confinante com o palácio da Arte dos Galigai (curtidores de peles).
Embora cortada como a quase totalidade das torres florentinas do século XIII, ainda é facilmente distinguível pela sua mole alta e estreita, que se destaca até agora sobre os edifícios circundantes. O aspecto moderno é muito fiel ao aspecto original do século XIII. No piso térreo tem uma abertura encimada por um duplo arco, enquanto nos pisos superiores tem cinco janelas altas e estreitas de dimensões diversas.
No piso térreo apresenta um leve colmeado, entre os primeiros exemplos em Florença. Na parte superior apresenta um filaretto em pedra, enquanto o último andar é caracterizado por um mais simples tratamento em tijolo. Também no lado esquerdo, no Chiasso delle Misure, apresenta o perfil de duas portas e de uma pequena janela, fechadas por ocasião de remodelações posteriores.
A família Buondelmonti transferiu-se no século XV para o Palazzo Buondelmonti.